# Bohdanivka, Brovarî
Bohdanivka (în ucraineană Богданівка) este localitatea de reședință a comunei Bohdanivka din raionul Brovarî, regiunea Kiev, Ucraina.

## Demografie
Componența lingvistică a localității Bohdanivka
     Ucraineană (97,97%)
     Rusă (1,8%)
     Alte limbi (0,13%)
Conform recensământului din 2001, majoritatea populației localității Bohdanivka era vorbitoare de ucraineană (97,97%), existând în minoritate și vorbitori de rusă (1,8%).